# Borhene Ghannem
Pour les articles homonymes, voir Ghannem.
Borhene Ghannem, né le 14 janvier 1987, est un footballeur tunisien évoluant au poste d'attaquant.

## Clubs
Le 1er juin 2010, il signe un contrat de deux ans avec l'EST après avoir évolué un an à la Jeunesse sportive kairouanaise. Le 28 janvier 2011, il revient dans son club kairouanais sous forme de prêt pour six mois.
- juillet 2005-juillet 2009 : Club africain (Tunisie)
- juillet 2009-juillet 2010 : Jeunesse sportive kairouanaise (Tunisie)
- juillet 2010-janvier 2011 : Espérance sportive de Tunis (Tunisie)
- janvier-juin 2011 : → Jeunesse sportive kairouanaise (Tunisie)
- juillet 2011-juillet 2012 : Étoile sportive de Béni Khalled (Tunisie)
- juillet 2012-septembre 2013 : Stade tunisien (Tunisie)
- janvier 2014-septembre 2015 : Union sportive monastirienne (Tunisie)
- septembre 2015-juillet 2016 : El Gawafel sportives de Gafsa (Tunisie)
- juillet 2016-septembre 2017 : Jeunesse sportive kairouanaise (Tunisie)
- septembre 2017-août 2018 : El Gawafel sportives de Gafsa (Tunisie)

## Palmarès
- Championnat de Tunisie : 2008
- Finaliste de la coupe de Tunisie : 2006